# جورج روبسون
جورج روبسون (بالإنجليزية: George Robson)‏ (17 يونيو 1908 بنيوكاسل أبون تاين في المملكة المتحدة - 1982) هو مدرب كرة قدم ولاعب كرة قدم بريطاني (وحمل سابقاً جنسية المملكة المتحدة لبريطانيا العظمى وأيرلندا) في مركز مهاجم داخلي. لعب مع نادي برينتفورد ونيوكاسل يونايتد وهارت أوف ميدلوثيان ووست هام يونايتد.